# 319. pehotni polk (Wehrmacht)
319. pehotni polk (izvirno nemško Infanterie-Regiment 319) je bil eden izmed pehotnih polkov v sestavi redne nemške kopenske vojske med drugo svetovno vojno.

## Zgodovina
Polk je bil ustanovljen 26. avgusta 1939 kot polk 3. vala na področju WK XIII preko Landwehr-Kommandeur Nürnberg; polk je bil dodeljen 231. pehotni diviziji.
31. decembra 1939 so bile 4., 8. in 12. četa reorganizirane v mitralješke čete, medtem ko je bila 15. (pionirska) četa januarja 1940 odvzeta polku in dodeljena 657. pionirskemu bataljonu.
28. januarja 1940 so znotraj polka ustanovili IV. (poljskorekrutni) bataljon, ki je bil 1. junija 1940 odvzet in postal I. bataljon 214. poljskorekrutnega pehotnega polka.
31. julija istega leta so polk razpustili; bataljona sta bila reorganizirana v dva bataljona Heimatschutza, medtem ko je bila 14. četa dodeljena 110. strelskemu polku.